# Сундетов, Магзом Бижанович
Магзом Бижанович Сундетов (каз. Мағзом Сүндетов; 29 января 1936, Доссор, Гурьевская область — 8 февраля 1999, Алма-Ата) — казахский и советский писатель, заслуженный работник культуры Казахской ССР (1985).

## Биография
Выпускник отделения журналистики филологического факультета Казахского государственного университета имени С. М. Кирова. С 1959 года работал младшим редактором, редактором и старшим редактором в Казахском государственном издательстве художественной литературы (ныне издательство «Жазушы»). Заведовал редакцией казахской прозы издательства.

## Творчество
Дебютировал в 1961 году сборником рассказов «На распутье». Автор романов, повестей, сборников рассказов, в том числе, для детей.
Герои произведений М. Сундетова живут рядом с нами. В судьбе каждого из них — свои радости и своё горе, свои удачи и ошибки. Счастье и труд их неразрывно связаны с жизнью страны. Отношение к труду, к любви, понятие о долге, о достоинстве, о выборе своего места в жизни — вот круг вопросов, над которыми автор заставляет задуматься читателя.

### Избранные произведения
- «На рыбалке» (сборник рассказов для детей, 1963),
- «Жду тебя, Дидар» (повесть, 1965),
- «Лодка без весел» (роман, 1968),
- «Стремя в стремя» (сборники рассказов и повестей, 1969),
- «Аул в песках» (1973),
- «Человек в огне» (повесть для детей сред. и ст. возраста, 1978),
- «Багряная луна» (роман, 1978),
- «Косулёнок» (сборник рассказов и повестей, 1980).

Отдельные рассказы и повести писателя изданы на русском, таджикском, татарском, украинском, молдавском, белорусском, азербайджанском, эстонском языках. В 1976 году его сборник повестей и рассказов «Стремя в стремя» выпущен издательством «Советский писатель», а повесть «Человек в огне» выпущена украинским издательством «Веселка».